# Liste der Baudenkmäler in Dorfprozelten
Auf dieser Seite sind die Baudenkmäler in der unterfränkischen Gemeinde Dorfprozelten zusammengestellt. Diese Tabelle ist eine Teilliste der Liste der Baudenkmäler in Bayern. Grundlage ist die Bayerische Denkmalliste, die auf Basis des Bayerischen Denkmalschutzgesetzes vom 1. Oktober 1973 erstmals erstellt wurde und seither durch das Bayerische Landesamt für Denkmalpflege geführt wird. Die folgenden Angaben ersetzen nicht die rechtsverbindliche Auskunft der Denkmalschutzbehörde.
 Diese Liste gibt den Fortschreibungsstand vom 15. April 2020 wieder und enthält 15 Baudenkmäler.

## Baudenkmäler in Dorfprozelten
| Lage                                            | Objekt                            | Beschreibung | Akten-Nr.              | Bild           |
| ----------------------------------------------- | --------------------------------- | --- | ---------------------- | -------------- |
| Dicke Hecke                                     | Holz                              | 17. Jahrhundert; (wohl aus der Kartause Grünau) in der Kriegergedächtniskapelle; nicht nachqualifiziert, im Bayerischen Denkmal-Atlas nicht kartiert | D-6-76-118-13 Wikidata | BW             |
| Hauptstraße 61 (Standort)                       | Gasthaus                          | giebelständiger zweigeschossiger Krüppelwalmdachbau mit Fachwerkobergeschoss über hohem Kellersockel, Erdgeschoss und gesamter Straßengiebel mit verputztem Mauerwerk und Werksteinkanten und -rahmungen, 1772 | D-6-76-118-2 Wikidata  | BW             |
| Hauptstraße 99 (Standort)                       | Katholisches Pfarrhaus            | freistehender zweigeschossiger Halbwalmdachbau, verputztes Mauerwerk mit Werksteinkanten und -rahmungen, teilweise verputztes Fachwerk im Obergeschoss, um 1800, später verlängert | D-6-76-118-4 Wikidata  | weitere Bilder |
| Hauptstraße 99 (Standort)                       | Bildstock                         | Pfeiler mit Gehäuseaufsatz, Sandstein, bezeichnet 1622, Aufsatz, Sandstein, 18. Jahrhundert, integriert in Prozessionsaltar, Sandstein, 1962 | D-6-76-118-7 Wikidata  | weitere Bilder |
| Hauptstraße 144 (Standort)                      | Bildstock                         | Pfeiler mit Tonnendach-Nischenaufsatz und Kreuzbekrönung, monolithischer Sandstein, bezeichnet 1724 | D-6-76-118-10 Wikidata | BW             |
| Hauptstraße (Standort)                          | Figur des hl. Johann Nepomuk      | farbig gefasster Sandstein, 18. Jahrhundert, Hochwasserschaden bezeichnet 1862, Renovierung bezeichnet 1864 | D-6-76-118-3 Wikidata  | weitere Bilder |
| Industriestraße (Standort)                      | Bildstock                         | gefaster Pfeiler mit Satteldach-Nischenaufsatz und Kreuzbekrönung, Sandstein bezeichnet 1588, Schaft erneuert | D-6-76-118-9 Wikidata  | BW             |
| Maingasse (Standort)                            | Kreuz                             | Tischsockel mit Kruzifix, Sandstein, Mitte 19. Jahrhundert | D-6-76-118-6 Wikidata  | weitere Bilder |
| Maingasse 4 (Standort)                          | Rathaus                           | zweigeschossiger Satteldachbau und anschließender polygonaler Treppenturm mit halbem Zeltdach in Ecklage, Putzfassade mit Sandsteinrahmungen, Portal mit Wappenaufsatz, Renaissance, bezeichnet 1619 | D-6-76-118-5 Wikidata  | weitere Bilder |
| Nähe Hauptstraße (Standort)                     | Katholische Pfarrkirche St. Vitus | dreischiffige Säulenbasilika auf kreuzförmigem Grundriss mit Satteldächern, halbrunder Apsis und vorgestelltem Turm über quadratischem Grundriss mit giebelständigem Satteldach und seitlichem Kegeldach-Treppenturm, unverputztes Sandsteinmauerwerk mit Werksteingliederungen und eingelassenen alten Grabsteinen, neuromanisch, 1900/1901; mit Ausstattung | D-6-76-118-1 Wikidata  | weitere Bilder |
| Nähe Hauptstraße (Standort)                     | Bildstock                         | Pfeiler mit Nischenaufsatz, monolithischer Sandstein, bezeichnet 1619, Kreuzbekrönung, Sandstein, bezeichnet 1727 | D-6-76-118-8 Wikidata  | BW             |
| Nonnenwald (Standort)                           | Bildstock                         | Inschriftpfeiler mit Tonnendach-Reliefaufsatz 'Kreuzigungsgruppe', Sandstein, bezeichnet 1709, Aufsatz erneuert | D-6-76-118-14 Wikidata | BW             |
| Schloßruine Kollenberg, Burgfelder (Standort)   | Burgruine                         | Erwähnung 1214, Um- und Anbauten bis ins 17. Jahrhundert, 1790 als Ruine bezeichnet | D-6-76-117-1 Wikidata  | weitere Bilder |
| Schloßruine Kollenberg, Burgfelder (Standort)   | Burgruine: Palas                  | unterkellerter zweigeschossiger Sandsteinbau über Hanggeschoss mit Resten von Renaissance-Gliederungen am Giebel sowie polygonalem Treppenturm, Renaissance, bezeichnet 1589, im Kern 14. Jahrhundert, anschließenden Mauerzüge der Hauptburgmauer, 14. Jahrhundert Erweiterung 16. Jahrhundert                                                               | D-6-76-117-1 Wikidata  | weitere Bilder |
| Schloßruine Kollenberg, Burgfelder (Standort)   | Burgruine: östlicher Wohnbau      | Sandsteinbau mit rundem Treppenturm und anschließenden Resten der Vorburgmauer, gotisch, 14.–16. Jahrhundert | D-6-76-117-1 Wikidata  | weitere Bilder |
| Schloßruine Kollenberg; Burgfelder (Standort)   | Burgruine: Brunnen                | Schacht mit runder Brüstung, mittelalterlich | D-6-76-117-1 Wikidata  | weitere Bilder |
| Schloßruine Kollenberg, Burgfelder (Standort)   | Burgruine: Brückenzufahrt         | gemauerte Rampe über den Halsgraben mit rundem Brückenbogen und Zugbrückenabschnitt, 17. Jahrhundert, erneuert | D-6-76-117-1 Wikidata  | weitere Bilder |
| Schloßruine Kollenberg, Burgfelder (Standort)   | Burgruine: Ringmauer              | halbkreisförmiger Verlauf mit quadratischen Türmen und zusätzlicher Streichwehr zum Halsgraben 16./17. Jahrhundert, integrierter Torbau reicher Rustikafassade und kreuzgratgewölbter Durchfahrt, Spätrenaissance, bezeichnet 1609 | D-6-76-117-1 Wikidata  | weitere Bilder |
| Sellgrundweg; St 2315; Völkersgarten (Standort) | Wegkreuz                          | Tischsockel mit Inschrifttafel und Kruzifix mit Wappenschild, Sandstein, bezeichnet 1625 und 1628, erneuert 1828 und 1988 | D-6-76-118-12 Wikidata | BW             |
| Steinbühläcker (Standort)                       | Bildstock                         | Pfeiler mit Kreuzdach-Reliefaufsatz 'Kruzifix', 'Madonna mit Kind im Strahlenkranz', Maßwerk, monolithischer sandstein, nachgotisch, bezeichnet 1596, Graffiti, bezeichnet 1825. | D-6-76-118-11 Wikidata | BW             |